# BAe Sea Eagle
Sea Eagle var en brittisk flygburen sjömålsrobot utvecklad av British Aerospace.

## Historia
Studier för att konstruera en dedicerad sjömålsversion av roboten AJ.168 Martel genom att byta ut TV-målsökaren mot en radar-målsökare påbörjades redan 1973. Projektet gick under namnet P3T, men det stod snart klart att det krävdes längre räckvidd för att framgångsrikt kunna anfalla tungt beväpnade fientliga flottenheter. Därför började British Aerospace 1976 att konstruera en version av Martel-roboten med en jetmotor i stället för en raketmotor. De första provskjutningarna ägde rum under 1979 och produktionen startade 1982.
Roboten togs i tjänst i RAF och Royal Navy 1984 och ett program för att uppgradera Buccaneers att bära Sea Eagles inleddes. Eftersom Sea Eagle till skillnad från Martel-robotarna inte behövde någon datalänk-kapsel kunde totalt fyra robotar bäras. Indiens försvarsmakt köpte in Sea Eagle för att användas av deras Sea Harrier Mk.51, men den har även burits av andra flygplan till exempel Iljusjin Il-38 och försedd med extra startmotor av Sea King-helikoptrar.
Roboten togs ur tjänst i Storbritannien 2001 och i Indien 2008.